# Графічні формати
Графічні формати файлів і даних призначені для зберігання зображень, таких як фотографії та малюнки.
Графічні формати поділяються на векторні і растрові.
Способи форматування задають структуру даних і відрізняються один від одного. Для того, щоб комп'ютери і програми могли читати і обробляти дані, структури файлів повинні відповідати певним правилам. Поширені формати на етапі додрукарської обробки видання: TIFF, EPS і PDF.

## Опис
У сучасній машинній графіці використовуються десятки спеціалізованих форматів даних. Деякі з них розроблені окремими фірмами під конкретні програмні засоби, інші створені науково-дослідними установами, у більшій чи меншій мірі пов'язаними співпрацею з Міжнародною організацією стандартів (iso.org). Проте у повсякденній практиці зустрічається всього лише декілька.
Найпростіший формат — BMP (BitMaP, тобто бітова карта), який з'явився з першими версіями операційної системи Microsoft Windows. Він громіздкий, непрактичний. Аналогічним є формат ico для зображення у системі Windows так званих іконок — мініатюрних значків-логотипів програм.
Найповажнішим серед растрових форматів є TIFF (Tagged Image File Format), тобто структурований формат файлу зображення, і саме йому віддають перевагу професіонали. Він був розроблений досить давно, зазнав доповнень, модифікацій та вдосконалень, має велику кількість спеціалізованих варіантів та версій, орієнтованих на всілякі екзотичні галузі, наприклад космічну фотозйомку. Тому, щоб не втрапити у непорозуміння, бажано використовувати його найпростіший і найнадійніший варіант, без стиснення і втрати даних. Хоча при цьому створюються великі файли, які часом нелегко вмістити на носіях.
Для скорочення витрат на графіку було розроблено спеціальні форми стиснення файлів. Найвідоміші з них:
- JPG — базується на першому міжнародному стандарті для збереження зображень із деякою втратою якості JPEG (Joint Photographic Expert Group), що опублікований 1988-го року фахівцями Інституту Фраунтгофера; головним чином він призначений для фото, характерною рисою яких є плавні переходи напівтонів і розмиття чітких ліній;
- GIF — формат обміну графікою (Graphic Interchange Format), розроблений 1987-го року для мережі CompuServe; навпаки, призначений для малюнків з чіткими кольорами та контурами, і економія досягається частково за рахунок мінімізації палітри; а оскільки протягом 1994—2002 років компанія Unisys висувала претензії на алгоритми, які у ньому використовуються, то на заміну був запропонований наступний, досконаліший…
- PNG (Portable Network Graphic) — також орієнтований на малюнки з чіткими лініями, але не накладає обмежень на розміри палітри і базується на досконаліших загальнодоступних алгоритмах стиснення даних.

Для зменшення обсягу файлів за рахунок усунення повторів даних широко використовуються програми-архіватори, що забезпечують повне збереження «запакованої» інформації. Для пересічних текстів досяжне стиснення приблизно вдвоє. Графічні файли у форматах jpg та gif практично не стискаються. Зате у десятки разів можуть бути «спресовані» стандартними архіваторами розлогі файли типів bmp або tif.
З ускладненням розв'язуваних задач очевидними стають переваги поєднання растрових і векторних структур. Приклади: мови форматування Інтернет-сторінок, мова опису сторінок PostScript — стандарт фірми Adobe для видачі результатів верстки на друк, формати електронних публікацій pdf та ppt [10]. Вони забезпечують поєднання растрових фотографій і векторних даних: тексту, координат, форматування, розмітки, елементів оформлення, а також мультимедійних файлів: звукового оформлення, мультиплікації, відеоряду.
Доводиться згадати, що мультимедійний формат pdf був створений фірмою Adobe для публікацій, захищених від незаконного копіювання. Захист виявився не надто надійним, що спричинило скандальні судові казуси.

## Растрові формати
- APNG — Animated PNG
- BMP
- ECW
- DRG — digital raster graphic
- GIF
- ICO (Windows Icon)
- ILBM
- JPEG
- JPEG 2000
- JPEG XR
- MNG
- PBM, PGM, PPM, PNM
- PCX
- PNG
- PSD
- TGA
- TIFF
- WMP
- XPM

## Векторні формати

### 2D
- AFDesign (документи Affinity Designer)
- AI (Adobe Illustrator Artwork)
- Файли CorelDraw: CDR, CMX
- DrawingML
- EPS (Encapsulated PostScript)
- Graphics Layout Engine
- HPGL, розроблений Hewlett-Packard для плотерів, пізніше став основою мови для принтерів
- HVIF (Haiku Vector Icon Format)
- MathML
- NAPLPS (North American Presentation Layer Protocol Syntax)
- ODG (OpenDocument Graphics)
- Remote imaging protocol
- SVG та SVGZ (Scalable Vector Graphics)
- VML (Vector Markup Language)
- Метафайли Windows: WMF, EMF
- XAR
- XPS (XML Paper Specification)

### 3D
- COLLADA — формат, розроблений для обміну між 3D додатками
- SKP
- STL — формат для стереолітографії
- U3D — універсальний формат файлів тривимірної графіки
- VRML — Virtual Reality Modeling Language
- X3D
- .3ds
- 3DXML
- .c4d

## Комплексні формати
- CDF
- DjVu
- EPS
- PDF
- PICT
- PS
- SWF
- XAML